# Hiệp Đức (Quảng Nam)
Hiệp Đức is een district in de Vietnamese provincie Quảng Nam. De hoofdplaats van Hiệp Đức is Tân An.

## Administratieve eenheden
- Thị trấn Tân An
- Xã Bình Lâm
- Xã Bình Sơn
- Xã Hiệp Hòa
- Xã Hiệp Thuận
- Xã Phước Gia
- Xã Phước Trà
- Xã Quế Bình
- Xã Quế Lưu
- Xã Quế Thọ
- Xã Sông Trà
- Xã Thăng Phước

## Geografie en topografie
Door Hiệp Đức stroomt de Thu Bồn. De rivier krijgt zijn naam ter hoogte van Tân An op het moment dat de Tranh en de Ngang samenvloeien. De Tranh is de hoofdstroom die ontstaat op de Ngọc Linhberg in de huyện Đắk Glei in de provincie Kon Tum.
Een belangrijke verkeersader is de Quốc lộ 14E, die de Quốc lộ 14 en de Quốc lộ 1A met elkaar verbindt.